# یک فراری از بگبو
یک فراری از بگبو فیلمی به کارگردانی و نویسندگی هاتف علیمردانی ساختهٔ سال ۱۳۹۰ است.

## بازیگران
- رضا شفیعی‌جم
- سحر ولدبیگی
- بهاره رهنما
- سروش صحت
- یوسف صیادی
- اردشیر کاظمی
- غلامحسین لطفی